# Карел Дежман
Карел Дежман, словен. Karel Dežman (3 січня 1821, Ідрія — 11 березня 1889, Любляна) — словенський і австрійський політик, історик, археолог, ботанік і літератор. Був активним політиком, спочатку підтримував словенський національний рух, але розчарувавшись у ньому через його консерватизм, з 1862 став активним прихильником австрійського централізму і пронімецького культуртрегерства. Через це у Словенії його ім'я часто розглядається в негативному контексті.

## Молодість
Народився в заможній родині в місті Ідрія (герцогство Крайна). Після смерті батька в 1824 переїхав до Любляни, де його виховував дядько Міхаель, спонсор словенського національного відродження, близький друг відомого словенського філолога Франца Метелька.
Здобувши середню освіту в коледжах Любляни та Зальцбурга, в 1839 вступив в Віденський університет, де вивчав медицину. У Відні незабаром потрапив під вплив словенських національних романтиків і приєднався до словенської радикальної молоді. Зокрема, він брав участь у маніфестації з нагоди похорону словенського етнографа та фольклориста, галичанина за походженням Еміля Коритка в Любляні, коли йому доручили нести труну покійного.
Під час революції 1848 підтримав програму «Єдиної Словенії», був одним із організаторів бойкоту виборів у «Франкфуртський парламент» в словенських землях. У цей час він почав використовувати ім'я Драготін — слов'янізованих форму свого імені Карел.
1849 — повернувся в Любляну, де спочатку викладав у гімназії, потім очолив провінційний музей Крайни, продовжив активно брати участь в політиці. Склав розділ природничо термінології для словника словенської мови під редакцією Макса Плетершніка.

## Еволюція політичних поглядів
Зі середини 1850-х рр. Дежман щораз більше віддалявся від словенського національного руху, розчарований консервативної позицією його лідерів Янеза Блейвейса та Ловро Томана. Попри це, в 1861 він був обраний до австрійського парламенту від цього руху. У парламенті Дежман приєднався не до словенської фракції, а до богемских федералістів. Він підтримав мирне співіснування словенської та німецької культур на словенських землях. У 1862 розрив Дежмана зі словенським національним рухом став відкритим, коли він опублікував брошуру під назвою «Німецька культура в Крайні», де стверджував, що німецька культура має цивілізувати Крайну, принести туди економічний і політичний прогрес, але без германізації.
Політична еволюція Дежмана викликала роздратування у його колишніх колег. Письменник Янез Тврдіна порівняв його з Юдою. Дежман у відповідь в кінці 1860-х — початку 1870-х рр. зайняв ще жорсткішу антісловенську позицію. Звинувативши словенських діячів у панславізмі, він протидіяв створенню університету з викладанням словенською мовою і зрівнянню словенської мови з німецькою в адміністративній практиці.
1871—1874 — займав пост бургомістра Любляни.
1873 — переобраний до австрійського парламенту від Австрійської конституційної партії (ліберальні централісти) і незабаром очолив її місцевий осередок у Крайні. Марно намагався укласти альянс між конституціоналістами і Партією молодих словенців.
Похований на цвинтарі св. Христофора в районі Бежиград.

## Наукові досягнення
Дежман був видатним археологом свого часу. У 1875 р. він почав розкопки Люблінських боліт, де в окрузі Іг були відкриті доісторичні поселення. Він також відкрив безліч поселень епохи заліза в Нижній Крайні.
Цікавився етнографією. У 1868 вперше опублікував легенду про Золоту Троянду, яку почув під час однієї зі своїх експедицій в Юліанський Альпи.